# Правителство на Република Македония (2)
Второто правителство на Република Македония е съставено на 4 септември 1992 година. След вота на недоверие към първото правителство на страната, начело с Никола Клюсев, на негово място идва сравнително неизвестният тогава политик Бранко Цървенковски. Той довършва мандата на първото правителство. В новия състав правителството изкарва до 20 декември 1994 година.

## Състав
Състава на кабинета включва:
| министерство                                    | име | име                 | партия                             |
| ----------------------------------------------- | --- | ------------------- | ---------------------------------- |
| министър-председател                            |     | Бранко Цървенковски | безпартиен                         |
| заместник министър-председател                  |     | Стево Цървенковски  | безпартиен                         |
| заместник министър-председател                  |     | Йован Андонов       | безпартиен                         |
| заместник министър-председател                  |     | Бекир Жута          | Партия за демократичен просперитет |
| вътрешни работи                                 |     | Любомир Фръчковски  | СДСМ                               |
| външни работи                                   |     | Денко Малески       | СДСМ                               |
| наука                                           |     | Аслан Селмани       | безпартиен                         |
| образование                                     |     | Димитър Баялджиев   | СДСМ                               |
| правосъдие                                      |     | Туше Гошев          | безпартиен                         |
| отбрана                                         |     | Владо Поповски      | СДСМ                               |
| икономика                                       |     | Петруш Стефанов     | безпартиен                         |
| земеделие, гори и водно стопанство              |     | Ефтим Анчев         | безпартиен                         |
| урбанизация, строителство, транспорт и екология |     | Антони Пешев        | безпартиен                         |
| здравеопазване                                  |     | Йован Тофовски      | безпартиен                         |
| култура                                         |     | Гюнер Исмаил        | безпартиен                         |
| финанси                                         |     | Джевдет Хайредини   | Партия за демократичен просперитет |
| развойна дейност                                |     | София Тодорова      | безпартиен                         |
| без ресор                                       |     | Яне Мильовски       | безпартиен                         |
| без ресор                                       |     | Любе Търпески       | безпартиен                         |
| без ресор                                       |     | Гордана Силяновска  | безпартиен                         |
| без ресор                                       |     | Сервет Авзиу        | Партия за демократичен просперитет |